# Federação das Repúblicas Árabes
A Federação das Repúblicas Árabes (em árabe: اتحاد الجمهوريات العربية, Ittihad al-jumhūriyyāt al-arabiyya », literalmente, "União das Repúblicas Árabes ") foi uma tentativa de Muammar al-Gaddafi de unificar a Líbia, Egito e Síria, na criação de um Estado árabe unido.  Apesar de aprovado por referendos em cada país em 1 de setembro de 1971, os três países discordaram sobre os termos específicos da fusão. A federação durou de 1 de janeiro de 1972 a novembro de 1977.
Não deve ser confundida com a República Árabe Unida (1958-1961) que foi um único estado soberano unindo o Egito e a Síria.

## Outras Federações de Repúblicas Árabes
O nome da Federação das Repúblicas Árabes poderia realmente se referir a cinco propostas diferentes:
- Federação entre Egito, Líbia e Sudão (1969/70-1971)
- Federação entre Egito, Líbia e Síria (1971/72-1974/77)
- União entre o Egito e a Líbia no seio da Federação (1972-1973/74 1972-1973/74)
- União entre Egito e Síria no âmbito da Federação (1976-1977)
- Federação entre Egito, Sudão e Síria (1977)

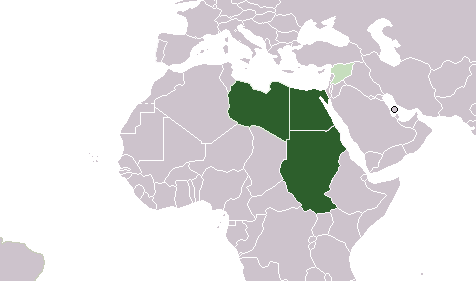
1970, a Síria tem a intenção de se juntar à Federação-Egípcia-Líbia-Sudanesa
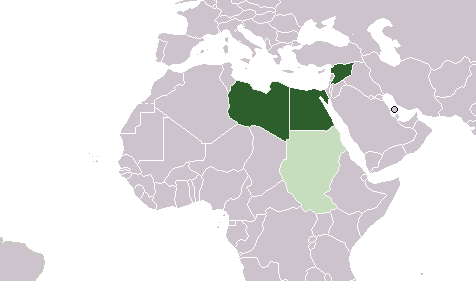
1971, o Sudão afirma se juntar mais tarde, mas continua fora da Federação
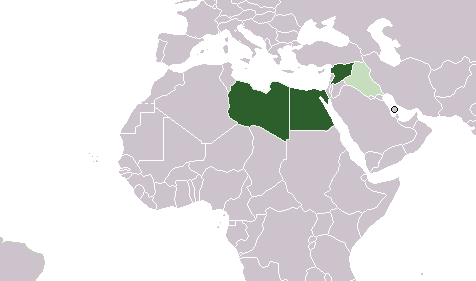
1972, o Iraque é convidado a integrar a Federação Egípcia-Líbia-Síria

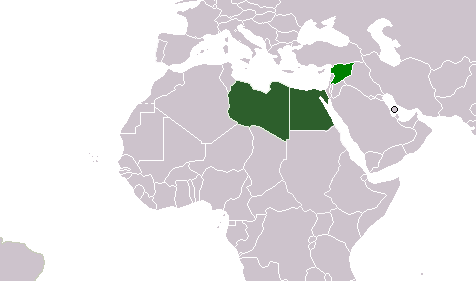
1973, Egito e Líbia não conseguem formar uma união no seio da Federação
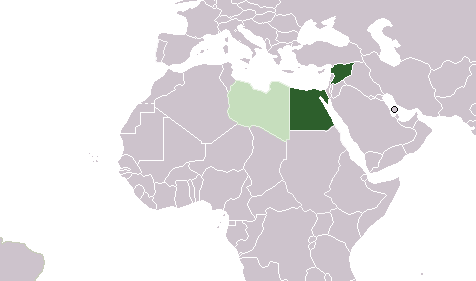
1976, o Egito e a Síria tem a intenção de formar uma união no seio da Federação
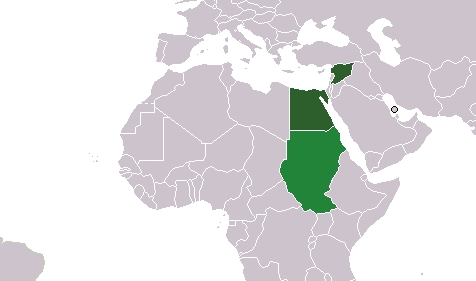
1977, o Sudão tem a intenção de se juntar à Federação Egito-Síria